# Stammbuch des blühenden und abgestorbenen Adels in Deutschland

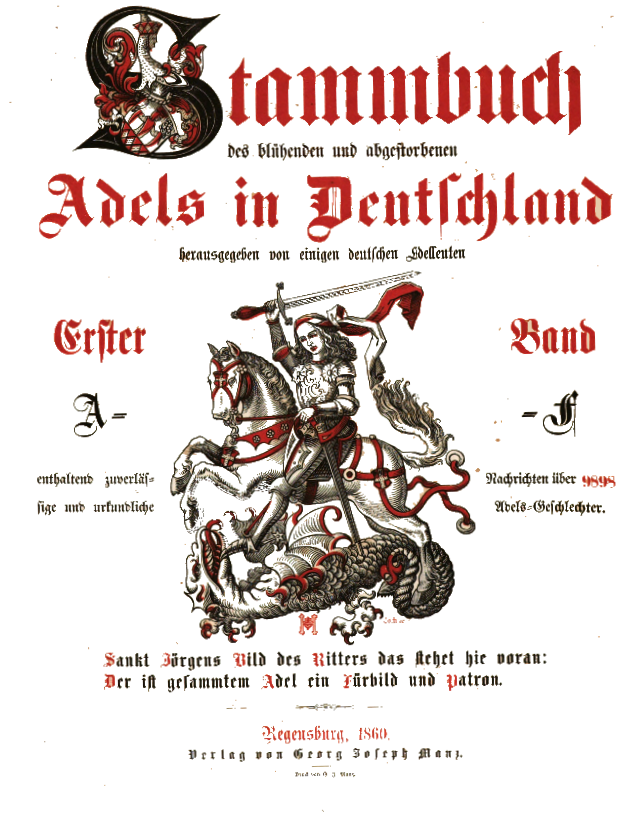
Titelblatt des ersten Bandes

Das Stammbuch des blühenden und abgestorbenen Adels in Deutschland ist ein Adelslexikon von Otto Titan von Hefner, das zwischen 1860 und 1866 im Verlag Georg Joseph Manz (Regensburg) in vier Bänden erschien.
Es ist ein Nachschlagewerk für Forschungen bezüglich des deutschen Adels. Zeitgenössischen Beurteilungen zufolge zeichnet es sich durch Vollständigkeit aus und war als ein solches Werk zumindest seinerzeit neu- bzw. einzigartig.

## Inhalt
Der Zweck des Stammbuchs des blühenden und abgestorbenen Adels in Deutschland war es, ein verlässliches Nachschlagewerk zur Unterstützung bei Forschungen zu sein.
Das Titelblatt jedes Bandes zeigt eine mit „Joch.se“ signierte Abbildung des Heiligen Georg, der gegen einen Drachen kämpft, des Weiteren von Hefners Monogramm über einem Vers:

„Sankt Jörgens Bild des Ritters das stehet hie voran: Der ist gesammtem Adel ein Fürbild und Patron“

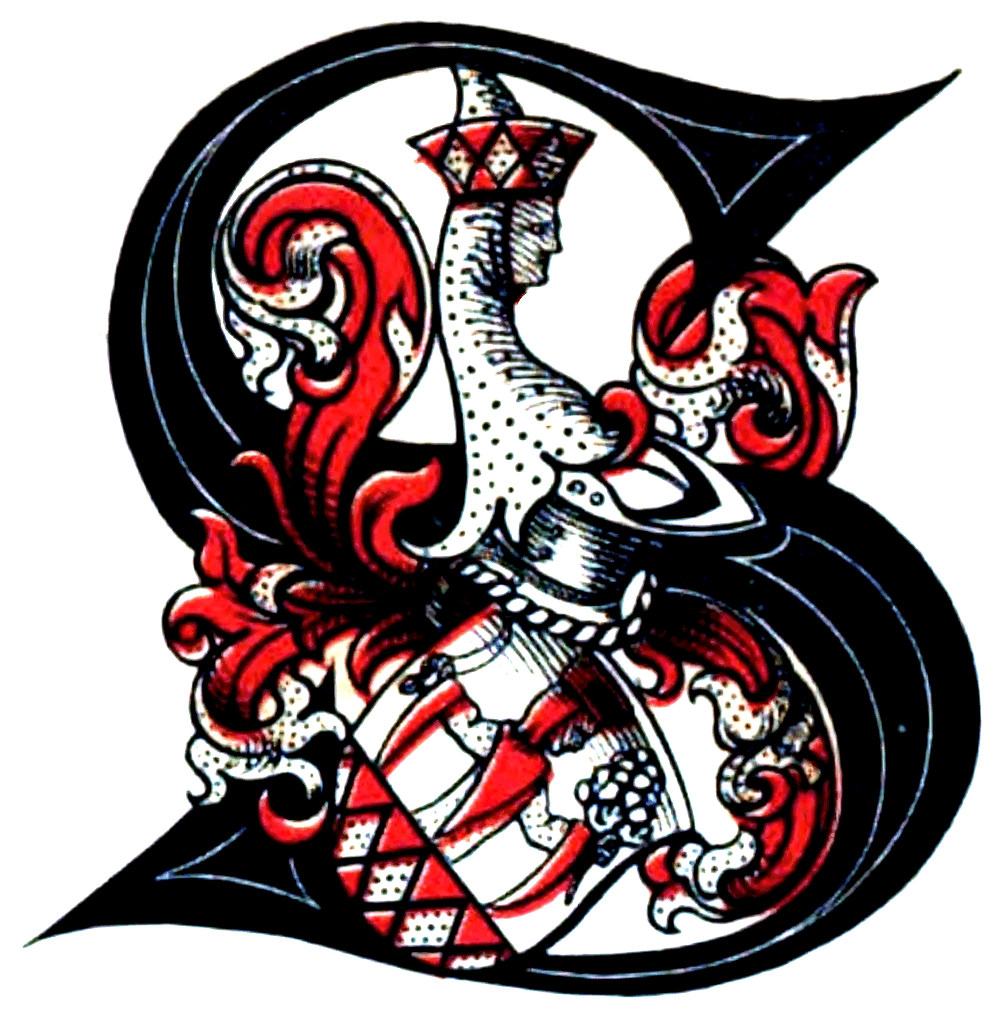
Anfangsbuchstabe mit dem Hefnerischen Wappen auf dem Titelblatt

Das Wappen der Familie von Hefner, zu der der Herausgeber Otto Titan gehörte, ziert jeweils den Anfangsbuchstaben des Schriftzugs des Titels.
Der erste Band beginnt mit einem wissenschaftlichen Vorbericht und bildet damit eine Ausnahme im Vergleich zu den restlichen Bänden.
Darauf folgen in alphabetischer Reihenfolge die Artikel über die einzelnen Adelsgeschlechter, wobei bekanntere Geschlechter mit durchschnittlich 10–20 Zeilen beschrieben sind, weniger bekannte hingegen in vielen Fällen auch nur mit 2–3 Zeilen. Die Artikel über die Adelsgeschlechter enthalten normalerweise die folgenden Informationen:
- Name
- Vaterland
- erstes urkundliches Vorkommen
- Quellen (oft zahlreich)

Zusätzlich kommen in einigen Artikeln weitere Informationen hinzu:
- Teilung der Linien
- Besitzungen
- hervorragende Persönlichkeiten
- besondere Vorkommnisse
- Einzigartigkeiten bei Namensgleichheit zu anderen Adelsgeschlechtern
- kurze Wappenbeschreibung

Auf die dargestellten Adelsgeschlechter folgen „einige Blätter Nachtrag“.
Nach dem Bericht in der Allgemeinen Zeitung zeichne sich das Werk insbesondere auch durch seine Vollständigkeit aus. Auch ausländische Geschlechter in deutschen Diensten oder deren Vaterland unter deutscher Botmäßigkeit wurden mit einbezogen. Regierende Geschlechter wurden weggelassen.
Kleinere Fehler („hin und wieder ein chronologischer oder genealogischer Irrthum“) waren aufgrund des Umfang des Buches unvermeidlich.
Ein vergleichbares Werk zum Nachschlagen von Quellen habe bis dato gefehlt: Der erste Band behandelt 9898 Adelsgeschlechter mit den Anfangsbuchstaben A bis F. Hinsichtlich der Anzahl der Adelsgeschlechter mit A übertreffe von Hefners Werk Hellbachs Adelslexikon um 912 und Kneschkes Neues allgemeines Deutsches Adels-Lexicon um 547.
Den Titelblättern zufolge beinhaltet auch der zweite Band 9898 verschiedene Artikel über Adelsgeschlechter, der dritte Band 8680 und der vierte 6530.
Seit dem 21. Jahrhundert erschienen einige unveränderte Neudrucke.

## Ausgabe
- Stammbuch des blühenden und abgestorbenen Adels in Deutschland – herausgegeben von einigen deutschen Edelleuten. Verlag Georg Joseph Manz Regensburg 1860–1866. 4 Bände.
  - Band 1 (A–F). Regensburg 1860. (Online)
  - Band 2 (G–L). Regensburg 1863. (Online)
  - Band 3 (M–Spann) Regensburg 1865. (Online)
  - Band 4 (Spaur–Z) Regensburg 1866. (Online)